# Locomotive Climax
Pour les articles homonymes, voir Climax.

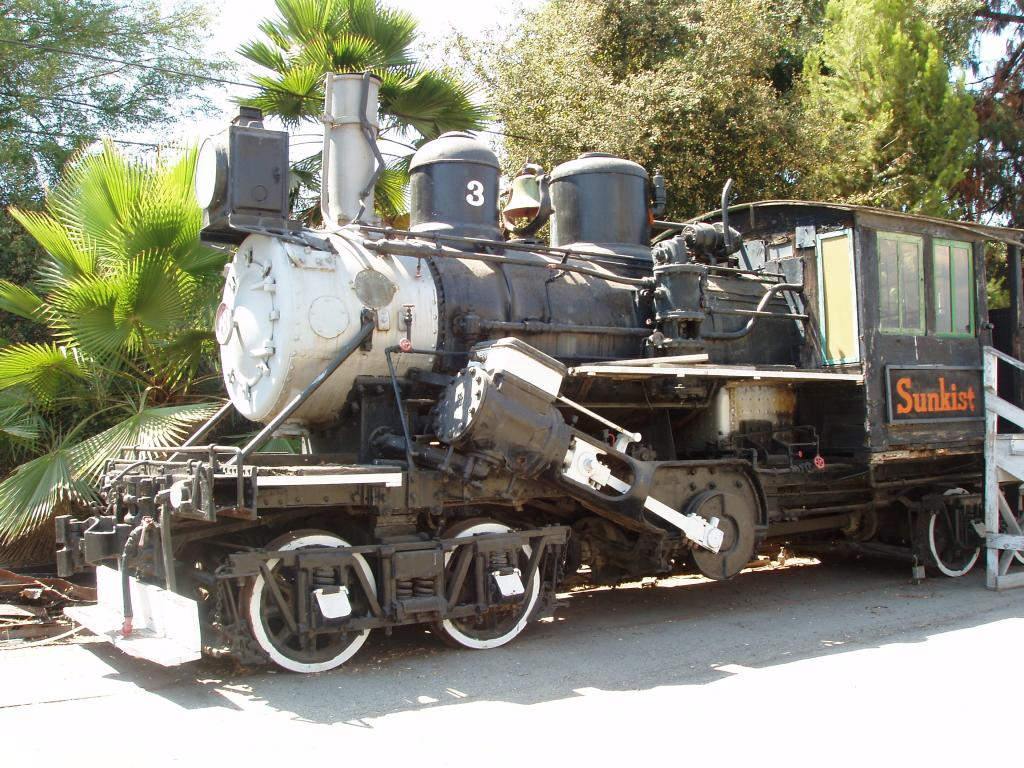
Climax no 3 du Fruit Growers, présentée à Fairplex, Pomona, California.

Une locomotive Climax est un type de locomotive à vapeur à engrenages dont les deux cylindres à vapeur sont attachés à une boîte de vitesses située sous le centre de la chaudière. Cette boîte transmet l'énergie aux bogies avant et arrière par un arbre.
Toutes les locomotives Climax ont été construites par la Climax Manufacturing Company (plus tard rebaptisée Climax Locomotive Works), à Corry en Pennsylvanie, entre 1888 et 1928. En outre, une agence a été établie à Seattle (Washington) pour vendre et maintenir les locomotives utilisées sur la côte ouest. 
De nombreux exploitants forestiers ont considéré les Climax comme supérieures aux locomotives Shay quant à leur capacité de traction et leur stabilité, en particulier sur les petites locomotives, bien que le confort soit rude pour l'équipe de conduite.[réf. nécessaire]

## Historique
Rush S. Battles a breveté le concept de base en 1891. La conception de Battles présente des cylindres horizontaux reliés à l'arbre d'entraînement par l'intermédiaire d'une boîte à deux vitesses. L'arbre d'entraînement passe juste au-dessus de l'essieu central, nécessitant l'utilisation d'engrenages coniques spiralés pour transférer la puissance à chaque essieu. Contrairement à la conception similaire mais plus tardive des locomotives Heisler, il n'y avait pas de carters sur les bogies et les engrenages restaient exposés aux éléments. Le brevet de Battles décrit la conception de base qui est devenue la Climax Classe B, et les illustrations du brevet montrent le nom de Climax inscrit sur la cabine de la locomotive.
Charles D. Scott, un inventeur qui avait déjà proposé une locomotive à vapeur à engrenages qui n'a pas rencontré le succès, a breveté des versions améliorées des bogies conçus par Battles en 1892 et 1893,. Le brevet de 1892 de Scott a été la base de la Climax Classe A. Ce brevet inclut des carters pour protéger les engrenages.
La production a commencé en 1888 et la dernière Climax a été produite en 1928. Entre 1000 et 1100 exemplaires ont été construits.

## Classes
Les locomotives Climax ont été construites en trois classes distinctes :

### Classe A
Les classes A ont deux cylindres verticaux montés au centre et un châssis semblable à celui d'un wagon plat, surmonté d'une carrosserie de wagon couvert comme carrosserie construite au-dessus d'elle pour protéger l'équipage et de combustible des éléments — avec un effet plus ou moins couvrant suivant les locomotives. La moitié avant de la locomotive, en face de l'unité de moteur, les contenus de la chaudière. Les petits modèles avaient une chaudière verticale, tandis que les plus grands étaient munis d'une chaudière horizontale en forme de T. Les Climax classe A étaient de petites locomotives, généralement d'une masse inférieure à dix-sept tonnes. La classe A avait, à la différence des Heisler et des Shay, une boîte de vitesses à deux vitesses.

### Classe B

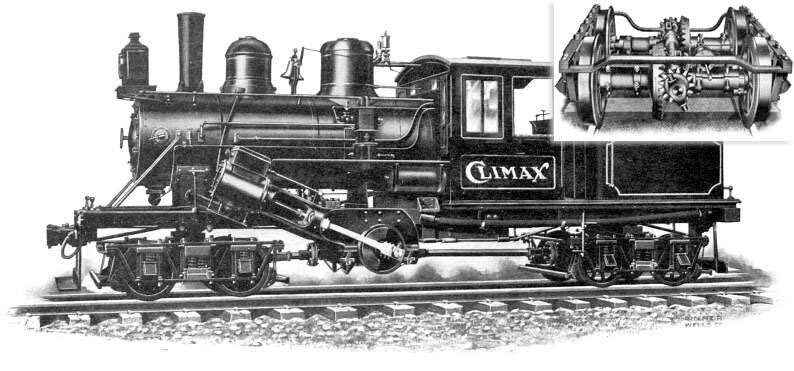
Diagramme d'une Climax de classe B, avec le détail des engrenages utilisé sur les bogies.

Ressemblant davantage à une locomotive normale, la classe B avait les cylindres de chaque côté de la chaudière, qui pouvait ainsi être plus longue et large que sur les classe A. Les deux cylindres entraînent un arbre transversal, qui lui-même entraîne l'arbre longitudinal par son milieu ; sur les premières Climax de classe B, les cylindres étaient horizontaux et pointaient vers l'avant, alors que sur les modèles plus tardifs, les cylindres étaient inclinés de 30 degrés par rapport à l'horizontale. Les Climax classe B avaient une masse de l'ordre de 17 tonnes au minimum pour un maximum de 60 tonnes. 

### Classe C
Comme pour les Shay, les classes C sont portées par trois bogies, le dernier bogie étant un bogie motorisé placé solidairement derrière la locomotive comme un tender. Cela permet à la locomotive de fonctionner plus longtemps avant de nécessiter de « faire de l'eau ». Toutes les locomotives de classe C ont des cylindres inclinés. Le personnage de la série Thomas & Friends nommé Ferdinand est une Climax de classe C.

## Exemplaires préservés
Une vingtaine de Climax sont préservées en Amérique du Nord, cinq étaient opérationnelles. Deux sont sauvegardées en Australie : la n° 1694, en service après restauration depuis le 8 septembre 2013 au Puffing Billy Railway, à Belgrave, et la no 1653, présentée à Hobart, Tasmanie.
En Nouvelle-Zélande, les Climax préservées sont les no 522, entreposée à Tokomaru, no 1203, entreposée à Shantytown près de Greymouth, no 1317, restaurée pour une présentation statique à Te Awamutu, no 1650, en cours de restauration en 2013 à Pukemiro. Quatre des sept Climax de classe B livrées dans ce pays ont survécu.
La Climax du Cass Scenic Railroad State Park en Virginie Occidentale est en cours de restauration par la Mountain State Railroad & Logging Historical Association. 
Le White Mountain Central Railroad situé près de l'Interstate 93 à Lincoln (New Hampshire) utilise sa Climax no 6 comme locomotive principale.  
Le "Durbin Rocket", du Durbin and Greenbrier Valley Railroad à Durbin (Virginie occidentale) est tracté par une Climax.

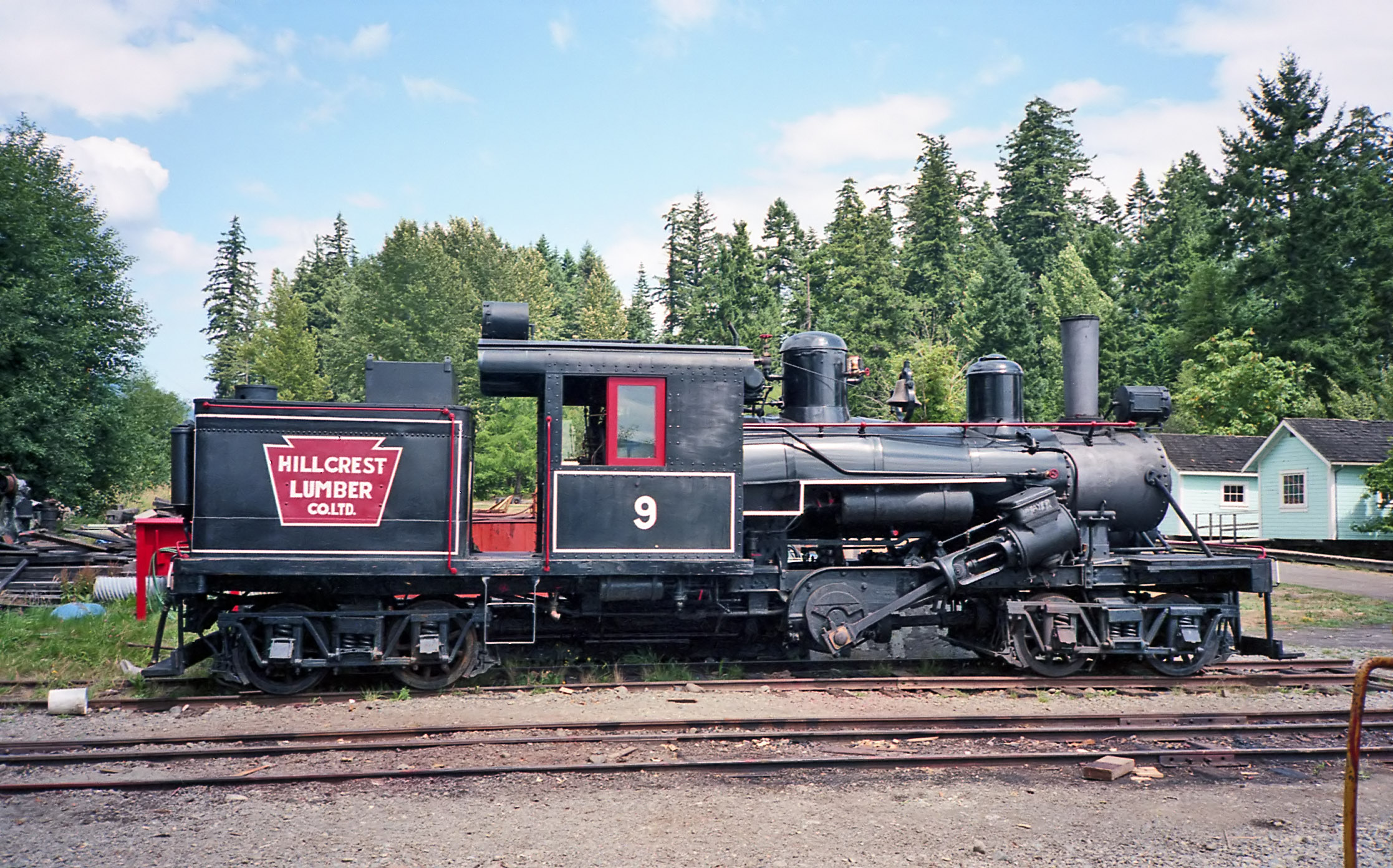
Hillcrest Lumber Co. no 9, présernvée à au BC Forest Discovery Centre, à Duncan, Colombie Britannique (Canada)

Le Corry Historical Museum à Corry (Pennsylvanie) a une Climax présentée sur une section de voie. 
Deux Climax sont préservées au Canada, toutes deux au BC Forest Discovery Centre in Duncan (Colombie Britannique) : 
- la Shawnigan Lake Lumber Co. no 2 est une classe B de 25 tonnes construite en 1910 sous le numéro 1057[7] ;
- la Hillcrest Lumber Co. no 9 est une classe B de 50 tonnes conçue en 1915 sous ne numéro d'atelier 1359[8].

## Conversions
De nombreuses Climax, surtout de classe A, ont été par la suite converties pour utiliser un moteur diesel ou essence, et existent parfois encore sous cette forme, tout en utilisant les châssis et transmissions originales[réf. nécessaire]

## Dans la fiction
- Dans la série animée Thomas & Friends, Ferdinand est une Climax de classe C.

## Voir également